# Сарлатово
Сарла́тово (рос. Сарлатово, марій. Кугусола) — присілок у складі Гірськомарійського району Марій Ел, Росія. Входить до складу Мікряковського сільського поселення.

## Населення
Населення — 115 осіб (2010; 107 у 2002).
Національний склад (станом на 2002 рік):
- гірські марійці — 96 %